# Panchagarh Sadar
Panchagarh Sadar è un sottodistretto (upazila) del Bangladesh situato nel distretto di Panchagarh, divisione di Rangpur. Si estende su una superficie di 347,08 km² e conta una popolazione di 193.198  abitanti (censimento 2011).